# Prosthechea pulchra
Prosthechea pulchra är en orkidéart som beskrevs av Dodson och Wesley Ervin Higgins. Prosthechea pulchra ingår i släktet Prosthechea och familjen orkidéer. Inga underarter finns listade i Catalogue of Life.